# Richard Lumley, I conte di Scarbrough
Richard Lumley, primo conte di Scarbrough (1650 – Londra, 17 dicembre 1721), è stato un politico e militare inglese.

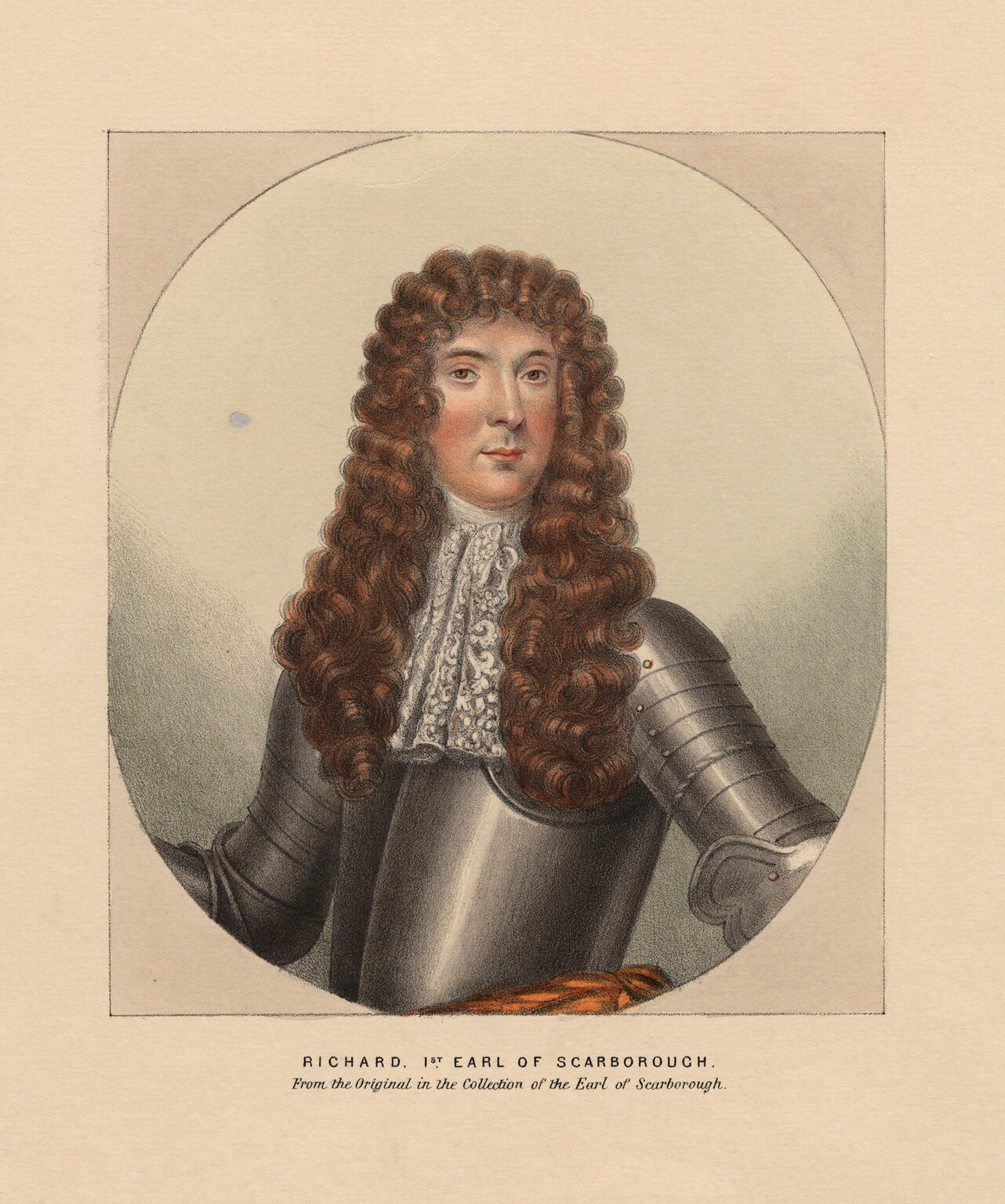
Ritratto di Richard Lumley, primo conte di Scarbrough in una cromolitografia del XIX secolo.

Proveniente da una famiglia inglese di visconti, Lumley venne creato Barone Lumley nel 1681 da re Carlo II Stuart. Divenne noto perché fu uno dei sette gentiluomini che nel 1688 scrissero una lettera nota come Invito a Guglielmo: con questa si chiedeva a Guglielmo d'Orange, governatore dei Paesi Bassi e futuro re d'Inghilterra con il nome di Guglielmo III, di recarsi a Londra per indagare sulla condotta del re cattolico Giacomo II Stuart. La lettera portò all'inizio della Gloriosa Rivoluzione in seguito alla quale Giacomo II venne deposto ed esiliato e Guglielmo divenne re.
Guglielmo III nominò Lumley conte di Scarbrough nel 1690 oltre a concedergli incarichi di rilievo.